# سنتز پیرول نور
سنتز پیرول نور (به انگلیسی: Knorr pyrrole synthesis) یک واکنش شیمیایی پرکاربرد است که پیرول‌های استخلافی (۳) را سنتز می‌کند. این روش شامل واکنش یک α-آمینوکتون (۱) و ترکیبی حاوی یک گروه الکترون کشنده (به عنوان مثال یک استر همان‌طور که نشان داده شده‌است) α به یک گروه کربونیل (۲) است.

## همچنین ببینید
- سنتز پیرول هانش
- سنتز پال–نور